# Beat It
«Beat It» (з англ. «Тікай») — пісня Майкла Джексона, випущена 1983 року. Вийшла у шостому сольному альбомі співака «Thriller», а також як сингл. Пісня допомогла цьому альбому стати найбільшим альбомом-бестселером всіх часів. У 1989 сингл визнано платиновим.
Пісня створена Джексоном у жанрі, що був нетиповим для його творчості того часу, оскільки Майкл став відомим як виконавець поп-музики, а «Beat It» — це важкий рок. Мелодія пісні експлуатує простий гітарний риф, але має виразний композиційний хук: коротке перевантажене гітарне соло, що його виконав голландський віртуоз Едді Ван Гален. Гітарист взяв участь у записі композиції безкоштовно, з ідейних міркувань. Пісня «Beat It» була включена у список 500 найкращих пісень усіх часів часопису «Rolling Stone». Гітарне соло ван Галена увійшло в список 100 найкращих гітарних соло усіх часів видання «Guitar World».
Майкл Джексон отримав дві премії «Ґреммі» за пісню «Beat It»: у номінаціях «Найкраща пісня року» та «Найкращий чоловічий рок-вокал».
Пісня багато разів переспівувалась іншими музикантами (наприклад Ферджі та Fall Out Boy).

## Випуск пісні
Випуск пісні відбувся 14 Лютого 1983 року і була випущена лейблом Epic Records.

## Музичне відео
Музичне відео на пісню було зняте 9 Березня 1983 року у (Los Angeles, Skid Row, East 5th Street) режисером Бобом Джіралді. Бюджет становив 150 тис. доларів. Прем'єра музичного відео відбулася 31 Березня 1983 року на каналі MTV.

## Концертні виступи
Пісня була виконана на всіх турах співака: Bad World Tour (1987—1989); перша частина Dangerous World Tour (1992); HIStory World Tour (1996—1997). У 1993 Майкл репетирував пісню для другої частини Dangerous World Tour, але вона не увійшла у сет-лист. Востаннє пісня пролунала на двох шоу присвячених 30-річчю сольної кар‘єри Джексона у вересні 2001. У 2009 співак репетирував для свого останнього туру «This Is It», але шоу були скасовані через смерть Джексона.

## Чарти
| Чарт (1983)               | Пікова позиція |
| ------------------------- | -------------- |
| Austrian Singles Chart    | 6              |
| Danish Singles Chart      | 31             |
| Dutch Singles Chart       | 1              |
| French Singles Chart      | 47             |
| Italian Singles Chart     | 12             |
| New Zealand Singles Chart | 1              |
| Norwegian Singles Chart   | 8              |
| Spanish Singles Chart     | 1              |
| Swedish Singles Chart     | 19             |
| Swiss Singles Chart       | 2              |
| UK Singles Chart          | 3              |
| U.S. Billboard Hot 100    | 1              |
| U.S. R&B singles chart    | 1              |

| Чарт (2009)                  | Пікова позиція |
| ---------------------------- | -------------- |
| Australian Singles Chart     | 17             |
| Danish Singles Chart         | 16             |
| Finnish Singles Chart        | 12             |
| French Digital Singles Chart | 4              |
| Norwegian Singles Chart      | 8              |
| Swedish Singles Chart        | 37             |
| Swiss Singles Chart          | 5              |
| New Zealand Singles Chart    | 24             |
| Turkey Top 20 Chart          | 14             |
| U.K. Top 40 Downloads        | 17             |
| U.S. Hot Digital Songs       | 7              |

### Сертифікація
| Країна        | Сертифікація | Продаж    |
| ------------- | ------------ | --------- |
| Нова Зеландія | Золотий      | 7,500     |
| США           | Платиновий   | 1,000,000 |